# Turcolana cariae
Turcolana cariae is een pissebed uit de familie Cirolanidae. De wetenschappelijke naam van de soort is voor het eerst geldig gepubliceerd in 1980 door Roberto Argano en Giuseppe Lucio Pesce.
Deze zoetwatersoort werd ontdekt in putwater nabij Çetibeli in de Turkse provincie Muğla. De naam cariae verwijst naar Carië, de oude benaming van de streek. T. cariae heeft geen ogen en is niet gepigmenteerd. Ze is in staat om zich op te rollen tot een bal.